# Campylaspis globosa
Campylaspis globosa är en kräftdjursart som beskrevs av Hansen 1920. Campylaspis globosa ingår i släktet Campylaspis och familjen Nannastacidae. Inga underarter finns listade i Catalogue of Life.